# لورا گلوزر
لورا گلوزر (فرانسوی: Laura Glauser‎؛ زادهٔ ۲۰ اوت ۱۹۹۳) بازیکن هندبال اهل فرانسه است.